# Henderson Álvarez
Henderson Javier Álvarez (18 de abril de 1990) es un lanzador venezolano de béisbol profesional que actualmente es agente libre de las Grandes Ligas y juega para los Leones de Yucatán en la Liga Mexicana de Béisbol. Anteriormente jugó para los Toronto Blue Jays en 2011 y 2012, los Miami Marlins entre 2013 y 2015 y los Philadelphia Phillies en 2017. Lanzó un no-hitter para los Marlins en el último juego de la temporada regular del 2013.

## Carrera profesional

### Ligas Menores
Álvarez hizo su debut en el béisbol profesional en 2007 con los DSL Blue Jays 1, donde tuvo récord de 1-2 con una efectividad de 5.61. Firmó con los Blue Jays el 17 de agosto de 2008 como un agente libre no seleccionado en el draft, y subsecuentemente se mudó a los Estados Unidos, donde lanzó para los GCL Blue Jays, obteniendo un récord de 1-4 con efectividad de 5.63 y una relación ponche-base por bolas de 5.67. Fue promovido a los Lansing Lugnuts de la Midwest League de Clase A Media en el 2009, donde fue un All Star con récord de 9-6 y una efectividad de 3.47.
En el 2010 jugó con los Dunedin Blue Jays de la Florida State League de Clase A Avanzada, siendo seleccionado al Juego de Futuras Estrellas, y donde obtuvo marca de 8-7 con 4.33 de efectividad. Inició el año 2011 en Dunedin, pero después de dos malas salidas fue promovido a los New Hampshire Fisher Cats de Clase AA, donde fue un Eastern League All Star y fue seleccionado nuevamente al Juego de Futuras Estrellas, teniendo para entonces marca de 8-4 con 2.86 de efectividad.

### Toronto Blue Jays
El 9 de agosto de 2011, Álvarez fue llamado para reemplazar a Wil Ledezma, quien fue descendido a la filial Clase AAA de los Blue Jays, Las Vegas 51s. Tomó el lugar de Carlos Villanueva en la rotación, e hizo su debut el 10 de agosto frente a los Oakland Athletics lanzando 52⁄3 entradas y permitiendo 3 carreras y 8 hits, ponchando a 4 y otorgando una base por bolas.
El 31 de agosto, Álvarez obtuvo la primera victoria de su carrera en las Grandes Ligas, al ganar frente a los Baltimore Orioles por marcador de 13-0. Lanzó 8 entradas completas, permitiendo solo 3 hits, sin boletos y 5 ponches. Enfrentó al exabridor de los Blue Jays Jo-Jo Reyes, quien lanzó 22⁄3 entradas y permitió 8 hits y 7 carreras en su primer juego ante su equipo anterior. Con 21 años y 135 días, Álvarez se convirtió en el lanzador más joven de los Blue Jays en ganar un juego desde Kelvim Escobar en 1997, y el lanzador abridor más joven en ganar un juego para este equipo desde Phil Huffman en 1979.
Culminó el año con 10 juegos iniciados para los Blue Jays, récord de 1-3 y 63.2 entradas lanzadas. Solo concedió 8 bases por bolas y ponchó a 40 bateadores.
El 4 de mayo de 2012, Álvarez lanzó el primer juego completo y la primera blanqueada de su carrera, derrotando a Los Angeles Angels of Anaheim 4-0. La noche previa su compañero Brandon Morrow también lanzó una blanqueada, convirtiéndolos en la primera pareja en lanzar blanqueadas consecutivas para los Blue Jays desde que Jack Morris y Al Leiter lo hicieran el 16 y 17 de junio de 1993.
El 2012 fue una mala temporada para Álvarez. Terminó con marca de 9-14 y una efectividad de 4.85 en 31 aperturas. Ponchó a 79 bateadores en 187.1 entradas lanzadas, una de las tasas de ponches más bajas en las mayores ese año.

### Miami Marlins
El 19 de noviembre de 2012, Álvarez fue transferido a los Miami Marlins junto a Adeiny Hechavarría, Jeff Mathis, Yunel Escobar, Jake Marisnick, Anthony DeSclafani y Justin Nicolino, a cambio de Mark Buehrle, Josh Johnson, José Reyes, John Buck y Emilio Bonifacio. Álvarez pasó la mayor parte de la primera mitad de la temporada regular de 2013 en la lista de lesionados con inflamación del hombro derecho. Fue activado de la lista de lesionados de 60 días el 4 de julio, haciendo su primera apertura para los Marlins esa noche frente a los Atlanta Braves. Tom Koehler fue enviado a Clase AAA para darle espacio a Álvarez en la plantilla. Álvarez se fue sin decisión en su debut con los Marlins, lanzando 5 entradas y permitiendo 3 carreras en la victoria de su equipo 4-3. Álvarez obtendría su primera victoria con los Marlins el 26 de julio, frente a los Pittsburgh Pirates.
El 29 de septiembre, durante el juego final de los Marlins en la temporada regular de 2013, Álvarez lanzó el 282do no-hitter en la historia de la MLB, enfrentando a los Detroit Tigers. Permitió 3 corredores en base por error defensivo, 1 base por bolas, y golpeó a un bateador para que los Marlins ganaran el encuentro 1-0 gracias a un wild pitch en el cierre de la novena entrada. Se convirtió en el primer lanzador en conseguir un no-hitter en el juego final de temporada regular desde Mike Witt en 1984, quien lo hizo para los California Angels.
Finalizó la temporada 2013 con marca de 5-6 en 17 aperturas. Lanzó 102.2 entradas permitiendo solo dos jonrones. La temporada anterior había permitido 29 jonrones.
Álvarez inició la temporada 2014 lanzando dos blanqueadas en sus primeras siete aperturas. Tuvo un éxito sin precedentes en la primera mitad del 2014, consiguiendo su primer llamado al Juego de Estrellas. Luego de registrar marca de 8-5 con 2.48 de efectividad y líder de la liga con tres blanqueadas, fue enviado a la lista de lesionados el 1 de agosto por inflamación del hombro, siendo activado el 16 del mismo mes. Finalizó la temporada 2014 con marca de 12-7, líder de los Marlins en juegos ganados, y efectividad de 2.65.
En 2015, Álvarez fue nombrado como el lanzador abridor de los Marlins en el Día Inaugural de la temporada. En abril fue incluido en la lista de lesionados por inflamación del codo y hombro. Luego de registrar marca de 0-4 con efectividad sobre 6.00, fue sometido a una cirugía de hombro el 28 de julio. El 2 de diciembre de 2015, los Marlins no renovaron el contrato de Álvarez, convirtiéndolo en agente libre.

### Oakland Athletics
El 28 de septiembre de 2015, Álvarez firmó un contrato de un año y $4,35 millones con los Atléticos de Oakland. A mediados del 2016, sufrió molestias en el hombro derecho, lo cual lo llevó finalmente a operarse en septiembre y su contrato fue asignado a Clase AAA, por lo que decidió convertirse en agente libre.

### Philadelphia Phillies
Luego de un breve paso por los Long Island Ducks de la Liga del Atlántico, el 22 de agosto de 2017 Álvarez firmó un contrato de ligas menores con los Filis de Filadelfia. El 11 de septiembre fue promovido a Grandes Ligas, y en tres juegos iniciados registró marca de 0-1 con seis ponches y 4.30 de efectividad.

### Tigres de Quintana Roo
El 16 de marzo de 2018, Álvarez firmó con los Tigres de Quintana Roo de la Liga Mexicana de Béisbol.

## Leones de Yucatán
El 28 de diciembre de 2021, tras su paso por los Tigres de Quintana Roo, la directiva de los Leones de Yucatán decide fichar al lanzador Venezolano.

## Estilo de lanzar
Álvarez es un especialista en lanzar sinker, lanzamiento que alcanza 92-95 mph. También lanza una recta de cuatro costuras a 93-96 mph, un slider a 84-87 mph y un cambio a 85-89 mph. Ocasionalmente lanza una recta cortada a 87-90 mph. Usa el slider con mayor frecuencia frente a bateadores derechos, y el cambio contra bateadores zurdos. Todos sus lanzamientos tienen un whiff rate por debajo del promedio, y su relación ponches por cada 9 entradas era de 4.1 para el 27 de agosto de 2012. Sin embargo, su sinker tiene una tasa de rola/elevado (ground ball/fly ball ratio) de 4:1.